# برت هومپیش
برت هومپیش (انگلیسی: Bert Humpish; ۳ مارس ۱۹۰۲ – ۲۶ سپتامبر ۱۹۸۶) بازیکن فوتبال اهل بریتانیا بود.
از باشگاه‌هایی که در آن بازی کرده‌است می‌توان به باشگاه فوتبال آرسنال، باشگاه فوتبال بری، باشگاه فوتبال بریستول سیتی، باشگاه فوتبال ویگان اتلتیک، باشگاه فوتبال استوک‌پورت کانتی، و باشگاه فوتبال روچدیل اشاره کرد.